# Gare de Grand Canal Dock
La Gare de Grand Canal Dock  est une gare ferroviaire du Dublin Area Rapid Transit (DART).

## Gare précédente
- Dublin Pearse

## Station suivante
- Lansdowne Road